# Альтенбург (район)
Альтенбург (нем. Altenburger Land) — район в Германии. Центр района — город Альтенбург. Район входит в землю Тюрингия. Занимает площадь 569,08 км². Население — 105 557 чел. Плотность населения — 185 человек/км².
Официальный код района — 16 0 77.
Район подразделяется на 43 общины.

## Города и общины
Города
1. Альтенбург (37 530)
2. Гёсниц (3 999)
3. Лука (4 448)
4. Мойзельвиц (9 470)
5. Шмёльн (12 432)

Общины
1. Хайерсдорф (150)
2. Нобиц (3 744)
3. Пониц (1 812)
4. Зара (3 189)
5. Винтерсдорф (2 893)

Объединения общин
Управление Альтенбургер-Ланд
1. Альткирхен (1 149)
2. Добичен (560)
3. Дроген (167)
4. Гёрен (510)
5. Гёльниц (379)
6. Гросрёда (261)
7. Лумпциг (665)
8. Мена (356)
9. Наундорф (540)
10. Штаркенберг (1 219)
11. Тегквиц (327)

Управление Оберес-Шпроттенталь
1. Хойкевальде (229)
2. Йонасвальде (347)
3. Лёбихау (1 165)
4. Нёбдениц (1 020)
5. Постерштайн (493)
6. Тонхаузен (646)
7. Фольмерсхайн (342)
8. Вильденбёртен (392)

Управление Плайссенауэ
1. Фокендорф (915)
2. Герстенберг (565)
3. Хазельбах (888)
4. Требен (962)
5. Виндишлойба (2 223)

Управление Розиц
1. Крибитч (1 225)
2. Лёдла (793)
3. Монштаб (518)
4. Розиц (3 121)

Управление Вираталь
1. Фронсдорф (326)
2. Гёпферсдорф (236)
3. Юкельберг (362)
4. Лангенлойба-Нидерхайн (2 052)
5. Цигельхайм (937)